# Marcel Claverie
Pour les articles homonymes, voir Claverie.
Martial Henri Claverie dit Marcel Claverie, né le 22 décembre 1924 à Tarbes et mort le 7 mars 2005 dans le 15e arrondissement de Paris, est un journaliste français.
Ce spécialiste de la musique et de l'opéra collabora  à Combat, auprès de Philippe Tesson et Henry Chapier, puis au Quotidien de Paris, essentiellement comme critique musical.